# Área de Salaga

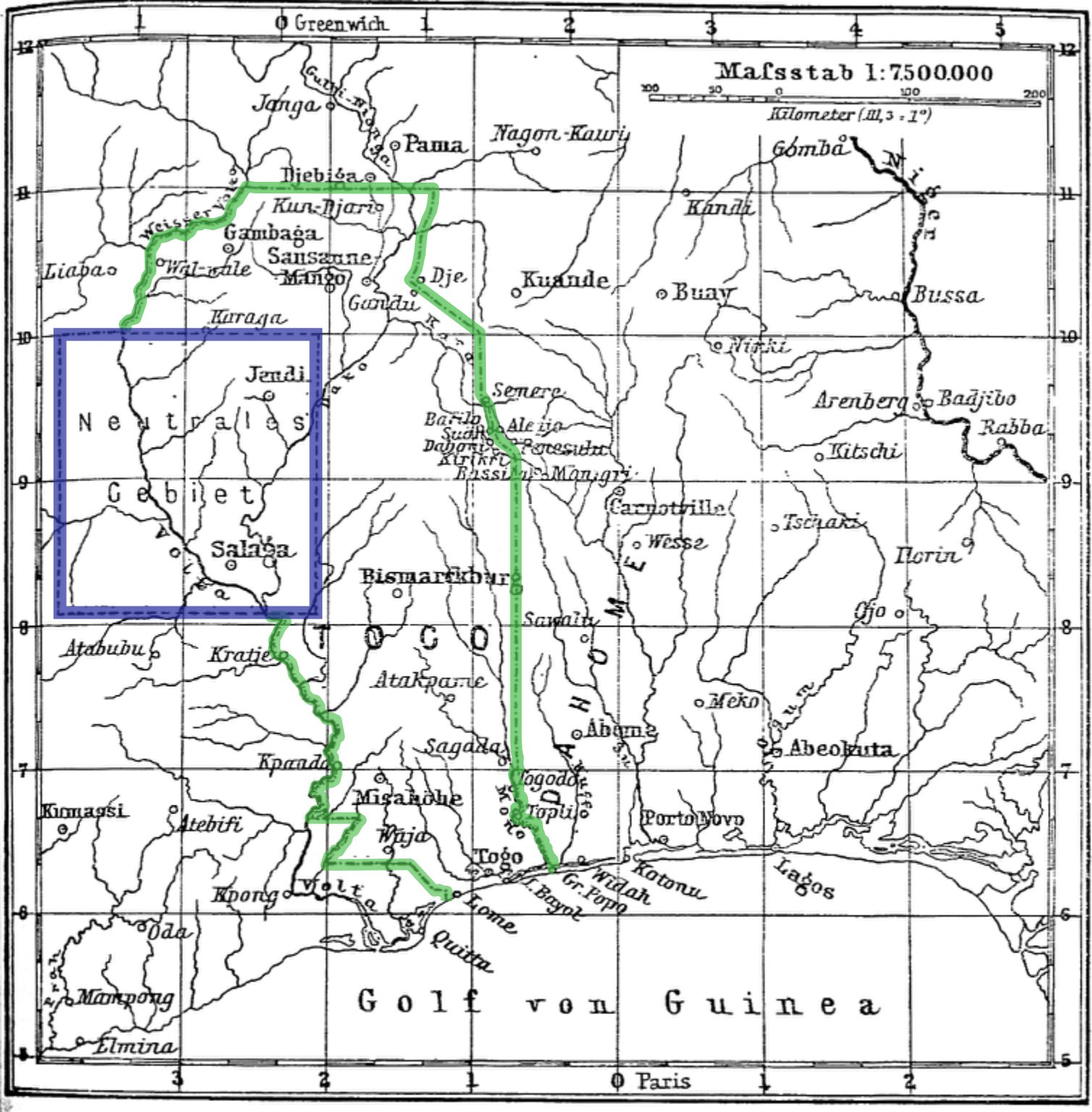
Mapa del territorio de Salaga, enmarcado de azul.

El área de Salaga (en alemán: Salaga-Gebiet), también zona neutral, fue el nombre dado a un territorio disputado a finales del siglo XIX entre los imperios coloniales alemán y británico alrededor de la ciudad de Salaga, al noreste de la actual Ghana.

## Área geográfica
El área de Salaga se extendía en dirección norte-sur entre la boca del río Daka en el Volta Blanco y los 10° de latitud norte. En el este y el oeste el Reino de Dagomba formaba los límites exteriores, en tanto el límite occidental lo marcaba la boca del Trubong en el Volta Negro.

## Historia

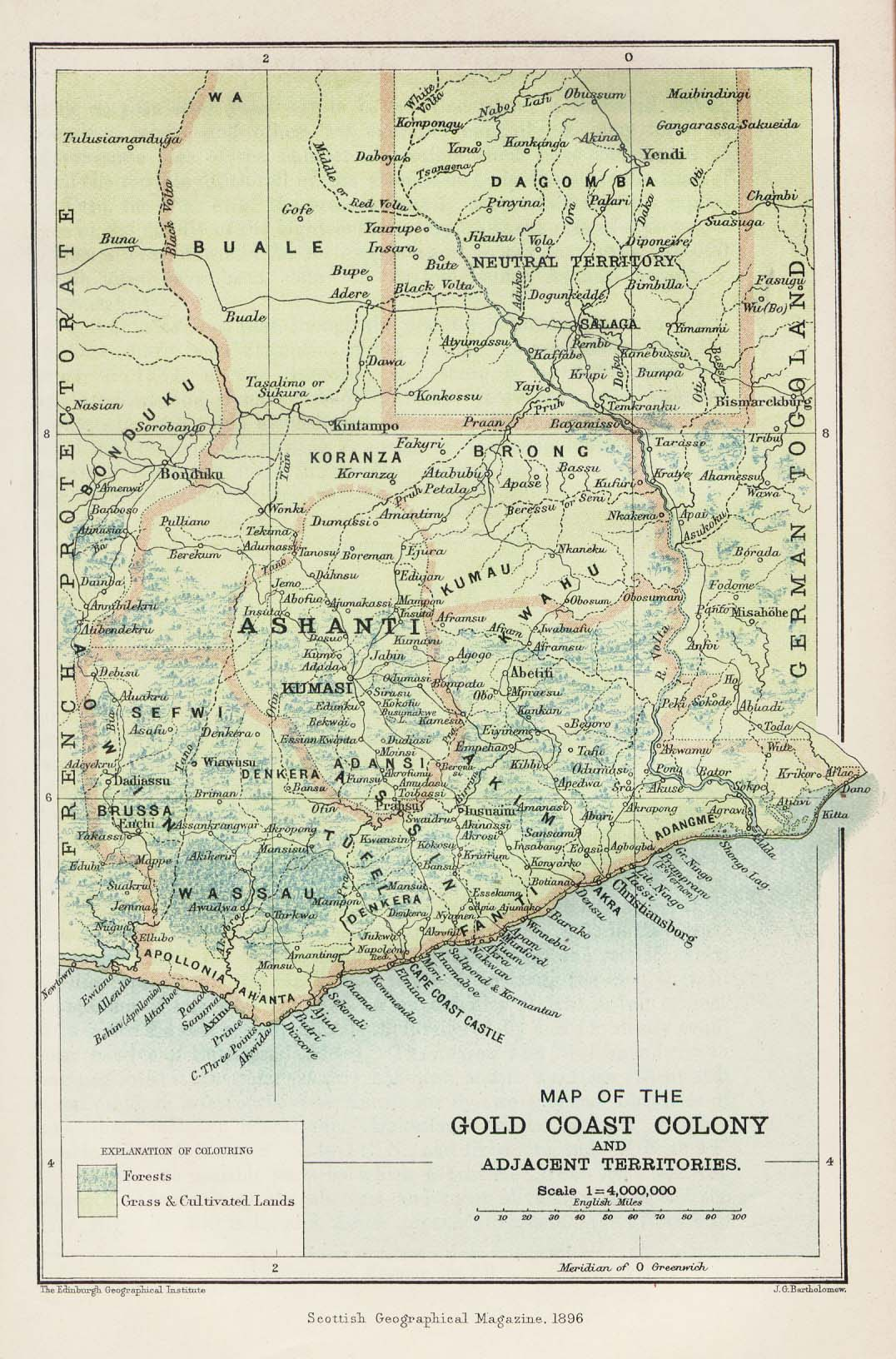
El área de Salaga (aquí señalada como "territorio neutral") en el noreste de la Costa de Oro en 1896.

Este territorio se encontraba en disputa a finales del siglo XIX por las dos potencias coloniales. Ambas querían a Salaga dentro de su dominio, pues es un importante punto de cruce para las caravanas con destino al norte y al Sahara. El tratado de Heligoland-Zanzíbar de 1890 entre las potencias decidió los límites y las influencias de cada uno en África occidental. Se esperaba que las tierras del interior de la Costa de Oro y de Togolandia estuvieran bajo la influencia alemana hacia el este, y bajo la influencia británica hacia el oeste. Pero este territorio quedó en disputa debido a su composición étnica (los mamprusi, cuyo líder estaba bajo la esfera de influencia británica, y los dagomba) y su ubicación geográfica, por la confluencia de grandes vías fluviales.
Entre 1889 y 1899, una gran parte de las autoridades de Berlín y Londres consideraron que esta zona ubicada entre Togolandia (colonia alemana) y la Costa de Oro (colonia británica), que agrupaba en gran parte el dominio de los dagombas, debería permanecer neutral para evitar cualquier posible conflicto, mientras que una minoría en Londres pedía la reagrupación de mamprusi bajo su autoridad. Así, por medio del tratado de Samoa de diciembre de 1899 finalmente se decidió por la creación de un territorio neutral. Gran Bretaña luego enfrentó la segunda guerra bóer y esta solución fue aceptada por ambas partes.
La mayoría de los mamprusi tuvieron la posibilidad de reagruparse en el lado británico, mientras que los chekosi pudieron hacer lo mismo en el lado alemán. Cuando los alemanes perdieron sus colonias después de la Primera Guerra Mundial, la colonia de Togolandia se dividió entre Francia y Gran Bretaña en tanto la zona neutral de Salaga quedó por completo bajo el dominio británico y, por lo tanto, fue en última instancia  parte del estado independiente de Ghana en 1957.